# Liga Profesional de Túnez 2022-23
La Liga Profesional de Túnez 2022-23 fue la 97.ª edición de la Championnat de Ligue Profesionelle 1, la máxima categoría de fútbol de Túnez. La temporada comenzó el 7 de octubre de 2022 y terminó el 30 de junio de 2023. El Espérance de Tunis fue el campeón defensor.

## Formato
Con un total de 16 equipos el torneo se disputó en sistema de dos etapas, primero los equipos se dividieron en dos grupos de ocho equipos cada uno, los cuatro primeros de cada grupo avanzaron a los play-offs que definen al campeón y subcampeón que clasificaron a la Liga de Campeones de la CAF 2023-24, por otro lado el último de cada grupo descendió a la Championnat de Ligue Profesionelle 2 2023-24 de forma directa, los equipos que terminaron entre el 5.° y 7.° de cada grupo avanzaron al grupo por la permanencia, donde los equipos que terminaron últimos definieron el tercer y cuarto descenso.
En la segunda fase, los puntos y goles de la primera etapa no se consideraron para la clasificación. Para el Grupo Campeonato, a los equipos que terminaron primeros en sus grupos de primera fase se les sumó cuatro puntos de bonificación, a los segundos tres puntos, a los terceros dos puntos y a los cuartos un punto; en tanto que para el Grupo Descenso los quintos recibieron cuatro puntos y los sextos de cada grupo recibieron dos puntos de bonificación. En ambos grupos se jugaron todos contra todos en ida y vuelta, de esta forma se disputaron 14 y 10 fechas respectivamente.

## Equipos participantes
El 18 de abril de 2022, se disputó el partido de la última jornada de la primera ronda de la edición 2021-22 entre el Club Africain y el CS Chebba en el Stade Hammadi Agrebi, y terminó con una victoria 1-0 para los anfitriones, un resultado que hizo que Chebba descendiera a la Ligue 2. Pero Chebba protestó por la presencia del presidente del Club Africain, Youssef Elmi, en el banquillo a pesar de su suspensión como castigo por parte de la Federación Tunecina de Fútbol, y exigió que se les diera una victoria por walkover, y decidieron llevar el caso al TAS.
El 29 de septiembre de 2022, el TAS decidió reintegrar al CS Chebba en la Ligue 1, lo que obligó a la organización a añadir un 16.º equipo para que el número sea par, y la identidad de este equipo fue determinada por dos partidos de desempate, el primero entre Hammam-Lif y Zarzis, y el segundo entre el ganador del primer partido y Métlaoui.
| Pos.   | Equipo             | Ciudad        | Estadio                         | Capacidad |
| ------ | ------------------ | ------------- | ------------------------------- | --------- |
| 1      | Espérance de Tunis | Radès         | Olímpico de Radès               | 60 000    |
| 2      | US Monastir        | Monastir      | Stade Mustapha Ben Jannet       | 20 000    |
| 3      | CS Sfaxien         | Sfax          | Stade Taïeb Mhiri               | 14 000    |
| 4      | Club Africain      | Radès         | Olímpico de Radès               | 60 000    |
| 5      | Etoile du Sahel    | Sousse        | Olímpico de Sousse              | 28 000    |
| 6      | US Ben Guerdane    | Ben Gardane   | 7 de Marzo                      | 10 000    |
| 7      | US Tataouine       | Tataouine     | Stade Nejib Khattab             | 5000      |
| 8      | AS Rejiche         | Rejiche       | Stade de Rejiche                | 1000      |
| 9      | CA Bizertin        | Bizerte       | 15 de Octubre                   | 24 000    |
| 10     | AS Soliman         | Soliman       | Stade Municipal de Soliman      | 3000      |
| 11     | ES Hammam-Sousse   | Hammam Sousse | Stade Municipal Bou Ali-Lahouar | 6500      |
| 12     | Olympique de Béjà  | Béja          | Olímpico de Béja                | 10 000    |
| 1 (SD) | Stade Tunisien     | Le Bardo      | Stade Hédi-Enneifer             | 11 000    |
| 2 (SD) | EO Sidi Bouzid     | Sidi Bouzid   | 17 de Diciembre                 | 1100      |
| −      | CS Chebba          | Chebba        | Stade de Chebba                 | 3000      |
| −      | ES Métlaoui        | Métlaoui      | Stade Municipal de Métlaoui     | 5000      |

### Ascensos y descensos
| Pos. | Descendidos de la Ligue Profesionelle 2021-22 |
| ---- | --------------------------------------------- |
| 14   | ES Zarzis                                     |
| 16   | CS Hammam-Lif                                 |

| Pos. | Ascendidos de la Ligue Profesionelle 2 2021-22 |
| ---- | ---------------------------------------------- |
| 1    | Stade Tunisien                                 |
| 2    | EO Sidi Bouzid                                 |

## Temporada regular

### Grupo A

#### Tabla de posiciones
| Pos. | Equipo             | Pts. | PJ | G | E | P | GF | GC | Dif. | Clasificación         |
| ---- | ------------------ | ---- | -- | - | - | - | -- | -- | ---- | --------------------- |
| 1    | Espérance de Tunis | 31   | 14 | 9 | 4 | 1 | 25 | 8  | +17  | Grupo Campeonato      |
| 2    | Étoile du Sahel    | 29   | 14 | 9 | 2 | 3 | 23 | 11 | +12  | Grupo Campeonato      |
| 3    | Tataouine          | 18   | 14 | 4 | 6 | 4 | 13 | 15 | −2   | Grupo Campeonato      |
| 4    | Sfaxien            | 16   | 14 | 3 | 7 | 4 | 9  | 10 | −1   | Grupo Campeonato      |
| 5    | Stade Tunisien     | 16   | 14 | 4 | 4 | 6 | 14 | 17 | −3   | Grupo Descenso        |
| 6    | Bizertin           | 16   | 14 | 4 | 4 | 6 | 12 | 17 | −5   | Grupo Descenso        |
| 7    | Hammam-Sousse      | 14   | 14 | 3 | 5 | 6 | 9  | 18 | −9   | Grupo Descenso        |
| 8    | Chebba (D)         | 11   | 14 | 3 | 2 | 9 | 8  | 17 | −9   | Descenso de categoría |

 Fuente: Tunisian Football Federation
Notas:
1. 1 2 3  Puntos en partidos directos: Sfaxien 8, Stade Tunisien 4, Bizertin 4. Gol diferencia en partidos directos: Stade Tunisien –1, Bizertin –1. Gol diferencia: Stade Tunisien –3, Bizertin –5.

#### Resultados
| Local \ Visitante  | BIZ | CHE | TUN | SAH | SOU | TAT | SFA | STA |
| ------------------ | --- | --- | --- | --- | --- | --- | --- | --- |
| Bizertin           | —   | 2–0 | 0–1 | 1–2 | 2–2 | 1–1 | 0–0 | 1–2 |
| Chebba             | 3–0 | —   | 0–2 | 0–0 | 0–1 | 0–1 | 2–0 | 1–0 |
| Espérance de Tunis | 4–0 | 2–1 | —   | 2–0 | 2–0 | 3–0 | 1–1 | 2–0 |
| Étoile du Sahel    | 0–2 | 3–0 | 1–2 | —   | 2–1 | 2–1 | 1–0 | 2–2 |
| Hammam-Sousse      | 0–1 | 2–0 | 0–0 | 0–5 | —   | 0–0 | 1–1 | 2–1 |
| Tataouine          | 1–1 | 1–0 | 2–2 | 1–2 | 2–0 | —   | 1–1 | 1–1 |
| Sfaxien            | 1–0 | 2–0 | 1–1 | 0–1 | 0–0 | 0–1 | —   | 1–1 |
| Stade Tunisien     | 0–1 | 1–1 | 2–1 | 0–2 | 2–0 | 2–1 | 0–1 | —   |

### Grupo B

#### Tabla de posiciones
| Pos. | Equipo            | Pts. | PJ | G | E | P  | GF | GC | Dif. | Clasificación         |
| ---- | ----------------- | ---- | -- | - | - | -- | -- | -- | ---- | --------------------- |
| 1    | Monastir          | 29   | 14 | 9 | 2 | 3  | 17 | 5  | +12  | Grupo Campeonato      |
| 2    | Ben Guerdane      | 27   | 14 | 8 | 3 | 3  | 14 | 8  | +6   | Grupo Campeonato      |
| 3    | Olympique de Béjà | 24   | 14 | 7 | 3 | 4  | 21 | 14 | +7   | Grupo Campeonato      |
| 4    | Club Africain     | 24   | 14 | 7 | 3 | 4  | 16 | 13 | +3   | Grupo Campeonato      |
| 5    | Métlaoui          | 19   | 14 | 5 | 4 | 5  | 14 | 17 | −3   | Grupo Descenso        |
| 6    | Soliman           | 17   | 14 | 4 | 5 | 5  | 11 | 14 | −3   | Grupo Descenso        |
| 7    | Sidi Bouzid       | 9    | 14 | 2 | 3 | 9  | 9  | 19 | −10  | Grupo Descenso        |
| 8    | Rejiche (D)       | 6    | 14 | 1 | 3 | 10 | 5  | 17 | −12  | Descenso de categoría |

 Fuente: Tunisian Football Federation
Notas:
1. 1 2  Puntos en partidos directos: Olympique de Béjà 3, Club Africain 3. Gol diferencia en partidos directos: Olympique de Béjà 0, Club Africain 0. Gol diferencia: Olympique de Béjà +7, Club Africain +3.

#### Resultados
| Local \ Visitante | AFR | REJ | BEN | MON | SOL | OLY | SIB | MET |
| ----------------- | --- | --- | --- | --- | --- | --- | --- | --- |
| Club Africain     | —   | 1–0 | 0–1 | 1–3 | 1–0 | 1–2 | 3–0 | 2–0 |
| Rejiche           | 1–1 | —   | 1–0 | 0–2 | 0–0 | 1–4 | 0–1 | 0–0 |
| Ben Guerdane      | 1–1 | 1–0 | —   | 1–0 | 2–2 | 1–0 | 1–0 | 2–0 |
| Monastir          | 3–0 | 1–0 | 0–1 | —   | 2–0 | 0–1 | 1–0 | 1–0 |
| Soliman           | 0–1 | 1–0 | 1–0 | 0–2 | —   | 1–0 | 1–0 | 1–1 |
| Olympique de Béjà | 2–3 | 1–0 | 0–0 | 0–0 | 3–2 | —   | 2–2 | 3–1 |
| Sidi Bouzid       | 0–1 | 1–0 | 0–1 | 0–0 | 2–2 | 0–2 | —   | 3–4 |
| Métlaoui          | 0–0 | 3–2 | 2–1 | 1–2 | 0–0 | 1–0 | 1–0 | —   |

## Grupo Campeonato

### Clasificación
| Pos. | Equipo              | Pts. | PJ | G | E | P  | GF | GC | Dif. | Clasificación                |
| ---- | ------------------- | ---- | -- | - | - | -- | -- | -- | ---- | ---------------------------- |
| 1    | Étoile du Sahel (C) | 34   | 14 | 9 | 4 | 1  | 19 | 3  | +16  | Liga de Campeones de la CAF  |
| 2    | Espérance de Tunis  | 28   | 14 | 7 | 3 | 4  | 20 | 10 | +10  | Liga de Campeones de la CAF  |
| 3    | Club Africain       | 27   | 14 | 7 | 5 | 2  | 17 | 9  | +8   | Copa Confederación de la CAF |
| 4    | Monastir            | 26   | 14 | 6 | 4 | 4  | 23 | 14 | +9   |                              |
| 5    | Ben Guerdane        | 21   | 14 | 5 | 3 | 6  | 18 | 16 | +2   |                              |
| 6    | Sfaxien             | 18   | 14 | 4 | 5 | 5  | 12 | 10 | +2   |                              |
| 7    | Olympique de Béjà   | 16   | 14 | 4 | 2 | 8  | 9  | 20 | −11  | Copa Confederación de la CAF |
| 8    | Tataouine           | 4    | 14 | 0 | 2 | 12 | 6  | 42 | −36  |                              |

 Fuente: Tunisian Football Federation
Notas:
1. 1 2  Ben Guerdane y Étoile du Sahel obtuvieron tres puntos de bonificación (2.° de grupo de la temporada regular).
2. 1 2  Espérance de Tunis y US Monastir obtuvieron cuatro puntos de bonificación (1.° de grupo de la temporada regular).
3. 1 2  Club African y Sfaxien obtuvieron un punto de bonificación (4.° de grupo de la temporada regular).
4. 1 2  Olympique de Béjà y Tataouine obtuvieron dos puntos de bonificación (3.° de grupo de la temporada regular).
5. ↑  Campeón de la Copa de Túnez 2022-23.

### Resultados
| Local \ Visitante  | AFR | TUN | BEN | MON | SAH | SFA | OLY | TAT |
| ------------------ | --- | --- | --- | --- | --- | --- | --- | --- |
| Club Africain      | —   | 1–0 | 2–1 | 1–1 | 0–1 | 2–0 | 1–0 | 4–1 |
| Espérance de Tunis | 0–0 | —   | 2–0 | 1–1 | 1–0 | 1–0 | 2–0 | 3–0 |
| Ben Guerdane       | 1–1 | 1–2 | —   | 3–2 | 0–0 | 2–0 | 2–0 | 5–0 |
| Monastir           | 0–1 | 3–2 | 3–1 | —   | 0–1 | 1–1 | 3–0 | 1–0 |
| Étoile du Sahel    | 2–0 | 0–0 | 2–0 | 2–1 | —   | 1–0 | 5–0 | 3–0 |
| Sfaxien            | 0–0 | 1–0 | 1–0 | 0–0 | 1–1 | —   | 0–0 | 4–0 |
| Olympique de Béjà  | 0–2 | 2–0 | 0–1 | 1–3 | 0–0 | 2–0 | —   | 2–0 |
| Tataouine          | 2–2 | 1–6 | 1–1 | 0–4 | 0–1 | 0–4 | 1–2 | —   |

## Grupo Descenso

### Clasificación
| Pos. | Equipo            | Pts. | PJ | G | E | P | GF | GC | Dif. | Descenso        |
| ---- | ----------------- | ---- | -- | - | - | - | -- | -- | ---- | --------------- |
| 1    | Stade Tunisien    | 22   | 10 | 5 | 3 | 2 | 13 | 7  | +6   |                 |
| 2    | Bizertin          | 17   | 10 | 4 | 3 | 3 | 10 | 5  | +5   |                 |
| 3    | Soliman           | 16   | 10 | 4 | 2 | 4 | 8  | 12 | −4   |                 |
| 4    | Métlaoui          | 15   | 10 | 2 | 5 | 3 | 7  | 11 | −4   |                 |
| 5    | Sidi Bouzid (D)   | 12   | 10 | 3 | 3 | 4 | 12 | 12 | 0    | Championnat LP2 |
| 6    | Hammam-Sousse (D) | 11   | 10 | 3 | 2 | 5 | 12 | 15 | −3   | Championnat LP2 |

 Fuente: Tunisian Football Federation
Notas:
1. 1 2  Stade Tunisien y Métlaoui obtuvieron cuatro puntos de bonificación (5.° de grupo de la temporada regular).
2. 1 2  Bizertin y Soliman obtuvieron dos puntos de bonificación (6.° de grupo de la temporada regular).

### Resultados
| Local \ Visitante | BIZ | STA | MET | SOU | SOL | BOU |
| ----------------- | --- | --- | --- | --- | --- | --- |
| Bizertin          | —   | 0–0 | 3–0 | 2–2 | 0–1 | 3–0 |
| Stade Tunisien    | 1–0 | —   | 1–1 | 2–1 | 0–1 | 2–0 |
| Métlaoui          | 0–0 | 2–1 | —   | 1–2 | 0–0 | 2–1 |
| Hammam-Sousse     | 1–0 | 1–2 | 0–0 | —   | 5–1 | 0–2 |
| Soliman           | 0–1 | 0–3 | 2–0 | 1–0 | —   | 1–2 |
| Sidi Bouzid       | 0–1 | 1–1 | 1–1 | 4–0 | 1–1 | —   |

## Goleadores
- Actualizado al 14 de diciembre de 2022

| Pos. | Futbolista               | Club | Goles |
| ---- | ------------------------ | ---- | ----- |
| 1    | Mohamed Dhaoui           | ESS  | 5     |
| 1    | Rafik Kamergi            | USBG | 5     |
| 3    | Amine Haboubi            | OB   | 4     |
| 4    | Zineddine Boutmène       | ESS  | 3     |
| 4    | Haykeul Chikhaoui        | USM  | 3     |
| 6    | Vinny Kombe Bongonga     | ESS  | 2     |
| 6    | Houssem Ben Ali          | ESS  | 2     |
| 6    | Bechir Mkaddem           | CAB  | 2     |
| 6    | Haythem Jouini           | ST   | 2     |
| 6    | David Ankeye             | ESHS | 2     |
| 6    | Mohamed Ali Ben Romdhane | EST  | 2     |
| 6    | Hamza Ltifi              | ESM  | 2     |
| 6    | Christ Bekale            | EOSB | 2     |
| 6    | Khalil Balbouz           | CAB  | 2     |
| 6    | Hassen Chelly            | EOSB | 2     |
| 6    | Bilel Mejri              | ST   | 2     |
| 6    | Youssouf Oumarou         | USM  | 2     |
| 6    | Hamdou Elhouni           | EST  | 2     |
| 6    | Mohamed Amine Bouziane   | USM  | 2     |